# EP u hokeju na travi 1987.
Europsko prvenstvo u hokeju na travi za muške 1987. se održalo u Moskvi, u Rusiji, ondašnjem SSSR-u.

## Sudionici
Sudionici su bili Belgija, Engleska, Francuska, Irska, Italija, Nizozemska, SR Njemačka, Poljska, SSSR, Škotska, Španjolska i Wales.

## Rezultati
- za brončano odličje:

 SR Njemačka -  SSSR 3:2 (nakon produžetaka)
- za zlatno odličje

 Nizozemska -  Engleska 1:1 (3:0 nakon kaznenih udaraca)

## Konačna ljestvica
| Mj. | Država      |
| --- | ----------- |
| 1.  | Nizozemska  |
| 2.  | Engleska    |
| 3.  | SR Njemačka |
| 4.  | SSSR        |
| 5.  | Poljska     |
| 6.  | Irska       |
| 7.  | Španjolska  |
| 8.  | Škotska     |
| 9.  | Italija     |
| 10. | Belgija     |
| 11. | Francuska   |
| 12. | Wales       |

Naslov europskog prvaka je osvojila Nizozemska.